# جيف بيركت
جيف بيركت (بالإنجليزية: Jeff Burkett)‏ هو لاعب كرة قدم أمريكية أمريكي، ولد في 15 يوليو 1921 في هاتيسبورغ في الولايات المتحدة، وتوفي في 24 أكتوبر 1947 في برايس كانيون في الولايات المتحدة.